# 筠連県
筠連県（いんれん-けん）は中華人民共和国四川省に位置する省直轄の県であり、しばらくの間、宜賓市の代理管轄下に置かれている。

## 歴史

### 古代
唐の武后の時、塩水県、筠山県、羅余県、臨居県、澄瀾県、臨昆県、唐川県、尋源県の8つの県からなる筠州が設立された。また、当為県、都寧県、邏游県、羅龍県、加平県、清坎県の6つの県を擁する連州も設置された。
元の至元15年（1278年）、筠州と連州が合併され、筠連州が設立された。明の洪武4年（1371年）、筠連州を筠連県に改め、治所は現在の筠連鎮に置かれた。土官から流官に改め、叙州路に属した。

### 中華人民共和国
2025年2月8日午前11時50分ごろ、同県金坪村で地滑りが発生し、10戸の民家が埋もれ、30人余りが行方不明となっていた。

## 行政区画
- 鎮:筠連鎮、騰達鎮、巡司鎮、沐愛鎮、鎮舟鎮、蒿壩鎮、大雪山鎮
- 郷:楽義郷、豊楽郷
- 民族郷:団林ミャオ族郷、聯合ミャオ族郷、高坪ミャオ族郷

## 交通
省道
- 206省道

県道
- 025号県道
- Q16号県道
- Q31号県道

## 健康・医療・衛生
- 筠連県人民医院
- 筠連県中医院